# 蜂須賀智隆
蜂須賀 智隆（はちすか ともたか、1月19日 - ）は、日本の俳優、男性声優、脚本家、演出家。賢プロダクション所属。東京都出身。

## 略歴
学生時代に声を掛けられ、雑誌に載ったりしたことなどをきっかけに芸能に興味を持ち始める。映像の事務所に所属し、CMやスチールの仕事をしながら舞台に立つ日々を送る。

## 人物
詳しい家系図は解らないが、江戸時代にあった徳島藩藩主蜂須賀家（戦国大名の蜂須賀正勝の家系）の末裔にあたる。
特技は殺陣、料理。趣味は野球、バスケットボール、映画鑑賞、旅行、温泉、酒。

## 出演
太字はメインキャラクター。

### テレビアニメ
2011年
- ぬらりひょんの孫 〜千年魔京〜（妖怪）

2012年
- 宇宙兄弟（2012年 - 2013年、タクシーの運転手、NASAオペレーター）
- もやしもん リターンズ（寮生C、部長、畜産男子）

2013年
- アイカツ!（スタッフ）
- THE UNLIMITED 兵部京介（内務省職員）

2014年
- 神撃のバハムート GENESIS（無法者D）
- デュエル・マスターズ VS（カモE）
- 曇天に笑う（北村秀夫、看守）
- 幕末Rock

2015年
- Classroom☆Crisis（所長）
- トランスフォーマー アドベンチャー（ハンマーストライク）
- ハッカドール THE あにめ〜しょん（ラブリーブルー、会長）
- パックワールド（チンピラA）

2016年
- クレヨンしんちゃん（キメラレンA、万福飯店の店主）
- 紅殻のパンドラ（コトブキ）
- DRIFTERS（福島雑兵）

2017年
- エルドライブ【ēlDLIVE】（シェロニモ）
- AKIBA'S TRIP -THE ANIMATION-（番組ナレーション）
- 神撃のバハムート VIRGIN SOUL（客）

2018年
- 刻刻（飛野）
- ルパン三世 PART5（業者、悪党A）
- バジリスク 〜桜花忍法帖〜（男）

2022年
- リーマンズクラブ（徳井咲哉）

2024年
- 治癒魔法の間違った使い方（盗賊頭）

### 劇場アニメ
- 氷川丸ものがたり（2015年、司厨長[2]）

### ゲーム
- ジェネレーション オブ カオス6（2012年、ケローロ、デュラバン[3]）
- アウトディビジョン -刑徒隷僕区-（2015年、悪告怠二[4]）
- Furi（2016年、チェーン、ウロコ[5]）
- スター・ウォーズ 無法者たち（2024年、ゴラック[6]）

### 吹き替え

#### 映画（吹き替え）
2011年
- ヒューマン・ターゲット（男性客2）

2014年
- ワン チャンス（ブラドン〈マッケンジー・クルック〉）

2015年
- シンデレラ（農業労働者1）
- スサミ・ストリート全員集合 〜または“パペット・フィクション”ともいう〜（ボド）
- マキシマム・ブラッド（ジョージ〈ジョン・ラルストン〉）
- ミュータント・ワールド（レオナルド保安官）
- ラン・オールナイト（警官 他）

2016年
- インデペンデンス・デイ: リサージェンス（タナー〈パトリック・セント・エスプリト〉）
- エージェント・ウルトラ（ローズ〈ジョン・レグイザモ〉）
- コードネーム U.N.C.L.E.（サンダース〈ジャレッド・ハリス〉）
- デッドプール
- デンジャー・コール（ジェレミー・ミラー〈ルーク・ゴス〉）
- ビバリーヒルズ・コップ ※Netflix版
- ブリッジ・オブ・スパイ（2番目の尋問官）
- ホワイト・ガール（警備員 他）

2017年
- ガーディアンズ・オブ・ギャラクシー:リミックス（ラヴェジャー1）
- ゴースト・イン・ザ・シェル（トニー〈ピート・テオ〉）
- 54 フィフティ★フォー（アンソニー）※Netflix版

2018年
- 愛と青春の旅だち ※VOD版
- ウェディング・テーブル

#### ドラマ
- ナース・ジャッキー（2010年）
- FRINGE/フリンジ（2010年、マニー）
- エレメンタリー ホームズ&ワトソン in NY（2014年）
- リターンド/RETURNED（2016年、セルジュ〈ギョーム・グイ〉[10]）

#### アニメ
- カーズ2（2011年）
- バッドガイズシリーズ（2023年 - 2024年、スネーク）
  - バッドガイズ: めっちゃバッドなクリスマス!?[11]
  - バッドガイズ: 身の毛もよだつ大強盗[12]

### デジタルコミック
- VOMIC 帝一の國（2012年、根津二四三）

### テレビドラマ
- 相棒season7（2008年）
- 絶対零度（2010年） - 警官
- 龍馬伝（2010年） - 益永繁斎

### 映画
- それでも朝は来る。（2013年）

### 舞台
- 妖怪レストラン2D（THE黒帯）
- eleven（THE黒帯）
- memory（and so on）※脚色・演出
- 戯言タワゴト（Shin Pro vol.1）※出演・演出[13]
- その龍は、彼の中で舞い私の中で眠る（菅野臣太朗演劇倶楽部）[14]

### CM・広告出演
- 日立
- 消防庁
- 住友生命
- TOYOTA
- 大正製薬